# Siegfried Stark (Fußballspieler)
Siegfried Stark (* 17. Februar 1940; † 31. August 2011) war ein deutscher Fußballspieler, der in der Fußball-Oberliga Süd, Fußball-Bundesliga, Fußball-Regionalliga Süd, Aufstiegsrunden zur Bundesliga und 2. Fußball-Bundesliga Süd von 1960 bis 1976 aktiv war und dabei in insgesamt 461 Ligaspielen 116 Tore erzielt hat.

## Laufbahn

### Amateur, Oberliga, Bundesliga, bis 1965
Mit dem 1. FC Lichtenfels sammelte das junge Offensivtalent Siegfried Stark von 1958 bis 1960 die ersten Erfahrungen in der damaligen 1. Amateurliga Nordbayern. Er war vom FC Marktgraitz nach Lichtenfels gekommen. Nach dem fünften Rang 1959 gehörte er der Meistermannschaft des Jahres 1960 an, die vor Kickers Würzburg und dem FC Bayreuth den Titel nach Lichtenfels holen konnte. In der Aufstiegsrunde zur 2. Liga Süd konnten sich die Oberfranken zwar nicht gegen die Konkurrenten Borussia Fulda, Offenburger FV und den SC Geislingen durchsetzen, der technisch herausragende und torgefährliche Halbstürmer Stark konnte dagegen mit seinen Offensivqualitäten den Oberligisten FC Bayern Hof auf sich aufmerksam machen und unterschrieb zur Runde 1960/61 als Vertragsfußballer in der Saale-Stadt. Zum Ende seiner erfolgreichen Zeit beim FC Lichtenfels unter Spielertrainer Željko Čajkovski stand er noch im Juni 1960 im Endspiel um die Bayerische Amateurmeisterschaft. Obwohl er sich dabei als dreifacher Torschütze auszeichnen konnte und als „überragender Lichtenfelser Spieler, der nur schwer zu bremsen war“ im Sport-Magazin geschildert wurde, setzte sich am Ende Schwaben Augsburg mit 5:3 durch und gewann den Titel.
Trainer Gunther Baumann setzte sofort auf den erst 20-jährigen Techniker aus Lichtenfels. Stark debütierte am Starttag der Runde 1960/61, am 14. August 1960, im Heimspiel gegen den Karlsruher SC in der Fußball-Oberliga Süd. Am zweiten Spieltag erzielte er beim 5:2-Auswärtserfolg beim TSV 1860 München sein erstes Tor in der Oberliga. Die Gelb-Schwarzen vom Stadion Grüne Au, die erst 1959 in die höchste Spielklasse aufgestiegen waren, errangen in Starks erster Oberligarunde auch einen 1:0-Heimsieg gegen den FC Bayern München (mit Árpád Fazekas, Karl Borutta, Willi Giesemann, Karl Mai, Peter Grosser, Werner Olk) und holten sich auch mit einem 1:0-Erfolg bei Eintracht Frankfurt zwei weitere Punkte. Stark absolvierte 29 der 30 Spiele in dieser Saison, schoss zehn Tore und belegte mit Hof den zehnten Rang.
In seinem zweiten Oberligajahr 1961/62 stand der 21-jährige Stark erneut 29-mal für die Schwarz-Gelben auf dem Platz und erzielte 15 Tore. Wie schon im Vorjahr kamen die Oberfranken auch in dieser Runde mit den Münchner Vereinen gut zurecht. Am zweiten Spieltag, den 13. August 1961, gewannen sie hoch mit 5:0 Toren bei den Münchner Bayern, Stark erzielte einen Treffer gegen Torhüter Fritz Kosar. Am zehnten Spieltag, den 15. Oktober 1961, holte man sich im heimischen Stadion durch einen 2:1-Sieg auch gegen 1860 München (mit Johann Auernhammer, Rudolf Brunnenmeier, Hans Küppers, Hans Reich), beide Punkte. In der 62. Minute gelang Stark der Treffer zum 2:0. Auch der amtierende Deutsche Meister 1. FC Nürnberg (mit Kurt Haseneder, Max Morlock, Stefan Reisch, Ferdinand Wenauer) wurde am 1. April 1962 in Hof vor 17.000 Zuschauern mit 3:1 Toren in die Schranken verwiesen. Wiederum trug dazu ein Stark-Treffer bei. Den Schlusspunkt setzte der spielstarke und torgefährliche Halbstürmer im Nachholspiel am 21. April gegen Kickers Offenbach (mit Siegfried Gast, Gerhard Kaufhold und Engelbert Kraus), als er sich beim 5:1-Erfolg gegen die Mannschaft vom Bieberer Berg als dreifacher Torschütze auszeichnete. Der FC Bayern Hof belegte nach der dritten Spielzeit in der Oberliga Süd im Weltmeisterschaftsjahr 1962 den sechsten Rang. Das letzte Jahr des alten erstklassigen Oberligasystems, 1962/63, beendete Stark mit seinen Mannschaftskollegen Walter Feilhuber, Walter Greim, Horst Kästner, Heinz Murrmann, Siegfried Werner und Heinz Winterling hingegen nur auf dem 13. Platz. Mit dem Einsatz am 30. Spieltag, den 28. April 1963, gegen 1860 München war für Stark und Hof das Kapitel Oberliga Süd beendet. Da sich die „kleine“ Oberligastadt an der Zonengrenze keine Chancen für die Nominierung zur neuen Bundesliga ab der Runde 1963/64 ausrechnen konnte, war die Motivation für eine gute Platzierung im letzten Oberligajahr 1963 nicht besonders hoch gewesen. Siegfried Stark nahm nach 85 Oberligaeinsätzen mit 28 Treffern für Hof das Angebot des Karlsruher SC an, der vom DFB als einer von fünf Süd-Vereinen für die Bundesliga 1963/64 nominiert worden war, und wechselte im Sommer 1963 von Oberfranken nach Baden.
Durch seine Aufstellung für das Startspiel der Bundesliga am 24. August 1963, der KSC empfing den Meidericher SV mit den Offensivkräften Werner Krämer und Helmut Rahn, gehört Stark dem Spielerkreis an, mit denen am Debüttag der neuen DFB-Erstklassigkeit ein neuer Abschnitt im deutschen Fußball eingeleitet wurde. Die Karlsruher Mannschaft war im Angriff von Trainer Kurt Sommerlatt in der Besetzung mit Horst Wild, Josef Marx, Otto Geisert, Stark und Erwin Metzger zusammengestellt. Die „Zebras“ aus der Wedau überfuhren die Wildparkelf vor 40.000 Zuschauern mit 1:4 Toren und die Karlsruher standen damit von Beginn an unter dem Druck des Abstiegskampfes und der Anpassung an die erhöhten Anforderungen durch die deutlich bessere Gegnerschaft. In der Rückrunde konnte der KSC mit dem Erreichen des 13. Tabellenplatzes den Abstieg knapp abwenden. Der Neuzugang aus Hof hatte in 21 Einsätzen sechs Tore für den KSC erzielt. Hinter Otto Geisert (7 Tore) stand er torgleich mit Gerhard Kentschke auf dem zweiten Rang der KSC-Torschützenliste. Technisch und spielerisch hatte Stark das Vermögen für die Bundesliga gezeigt, im Bereich der Schnelligkeit hatten die alten Oberligamaßstäbe aber nicht ausgereicht, aber das galt auch für andere Spieler im KSC-Kader. Als persönlicher Druck kam bei Stark erschwerend hinzu, dass er an den Qualitäten des zu Schalke 04 abgewanderten Ex-Spielmachers Günter Herrmann gemessen wurde, der in den Jahren 1960 und 1961 in sieben Länderspielen für den DFB aufgelaufen war.
Das zweite Jahr in Karlsruhe, 1964/65, verlief für den Mann aus Oberfranken sehr unbefriedigend. Unter Trainer Kurt Sommerlatt kam er in der Vorrunde am 5. September 1964 nur noch zu einem Bundesligaeinsatz, und Sommerlatt-Nachfolger Helmut Schneider berücksichtigte ab dem 27. Januar 1965 Stark in keinem weiteren Spiel der Runde mehr. Der KSC belegte den 15. Rang und verblieb zur Runde 1965/66 nur aufgrund der Aufstockung auf 18 Mannschaften in der Liga. Als Konsequenz zum Abstiegskampf im ersten Bundesligajahr hatte man in Karlsruhe mit den Neuzugängen Horst-Dieter Berking, Hans Cieslarczyk und Klaus-Peter Jendrosch die Offensive verstärkt. Leidtragende dieser personellen Entscheidung waren Siegfried Stark – er wurde zudem durch eine langwierige Rippenfellentzündung zurückgeworfen – sowie das Mittelfeldtalent Klaus Zaczyk, der 1964/65 auch nur zu 14 Einsätzen in der Wildparkelf kam. 1964 belegte der KSC mit 24:36 Punkten den 13. Rang, 1965 mit der gleichen Punktzahl den 15. Platz. Stark, der im Lauf der Saison lediglich einmal in der Bundesliga eingesetzt worden war, zog es nach zwei Jahren in Karlsruhe wieder zurück in seine Heimat. Armin Möbius, der Spielausschussvorsitzende von Bayern Hof, schloss zur Runde 1965/66 einen Vertrag für die Regionalliga Süd mit ihm ab.

### Bayern Hof, 1965 bis 1976
Die Spielmacherqualitäten des Technikers Stark kamen im Zusammenspiel mit der überdurchschnittlichen Torgefährlichkeit des Angreifers Wolfgang Breuer ab der Runde 1966/67 in Hof voll zum Tragen. Mit dem neuen Trainer Heinz Elzner belegten die Oberfranken 1967 hinter Meister Kickers Offenbach den zweiten Platz und feierten 1968 die Meisterschaft in der Regionalliga Süd. In der Runde 1971/72 konnte Hof erneut die Vizemeisterschaft erringen und zog mit Trainer Herbert Wenz und den Mitspielern Reinhard Lippert, Ludwig Schuster, Werner Seubert und Karl-Heinz Zapf zum dritten Mal in die Bundesligaaufstiegsrunde ein. Der Kombinationsspieler mit Torgefahr, Siegfried Stark, absolvierte in den drei Jahren der Aufstiegsrunden für Hof gegen die Konkurrenten Borussia Neunkirchen, Schwarz-Weiß Essen, Arminia Hannover, Hertha BSC, Rot-Weiss Essen, SV Alsenborn, Göttingen 05, Wuppertaler SV, VfL Osnabrück und Tasmania 1900 Berlin alle 24 Spiele. Zum Aufstieg in die Bundesliga reichte es für Hof in den drei Anläufen aber nicht. Von 1965 bis 1974 werden für Stark 288 Spiele mit 76 Toren in der Regionalliga Süd für den FC Bayern Hof in der Statistik notiert.
Im ersten Jahr der neu installierten 2. Bundesliga Süd, 1974/75, konnte der inzwischen 34-jährige Routinier – er agierte jetzt auf der Liberoposition – zusammen mit den Mannschaftskollegen Helmut Achatz, Franz Dürrschmidt und Hartmut Werner hinter dem Karlsruher SC, FK Pirmasens und Schweinfurt 05 den vierten Platz, aber vor 1860 München und dem 1. FC Nürnberg belegen. Stark hatte in 30 Zweitligaspielen zwei Tore erzielt. Sein letztes Spiel in der 2. Bundesliga absolvierte er im Alter von 36 Jahren am 28. März 1976 beim 1:1-Remis gegen SV Darmstadt 98. Nach 14 Runden Ligafußball beim FC Bayern Hof – Oberliga Süd, Regionalliga Süd, 2. Bundesliga Süd – beendete Siegfried Stark im Sommer 1976 seine höherklassige Spielerlaufbahn.